# Konrad Niedźwiedzki
Konrad Łukasz Niedźwiedzki (Varsavia, 2 gennaio 1985) è un pattinatore di velocità su ghiaccio polacco.

## Biografia
Il padre Krzysztof è allenatore della nazionale polacca di pattinaggio di velocità. Konrad è fidanzato con la pattinatrice Katarzyna Woźniak.

## Palmarès

### Olimpiadi
- 1 medaglia:
  - 1 bronzo (inseguimento a squadre a Soči 2014).

### Campionati mondiali su distanza singola
- 1 medaglia:
  - 1 bronzo (inseguimento a squadre a Soči 2013).

### Universiadi
- 3 medaglie:
  - 1 oro (inseguimento a squadre a Harbin 2009);
  - 2 argenti (1000 m, 1500 m  a Harbin 2009).